# DaVonté Lacy
DaVonté Damion Lacy (* 21. März 1993 in Tacoma) ist ein US-amerikanischer Basketballspieler.

## Laufbahn
Lacy spielte Basketball an der Curtis High School im US-Bundesstaat Washington sowie anschließend von 2011 bis 2015 an der Washington State University (WSU) in der ersten Division der NCAA. Als er seine Uni-Zeit 2015 beendete, stand er mit 1548 erzielten Punkten auf dem fünften Platz sowie mit 249 getroffenen Dreipunktwürfen auf dem ersten Rang der ewigen Korbjägerliste der Hochschulmannschaft Washington States. In insgesamt 116 Einsätzen für WSU erreichte Lacy Mittelwerte von 13,3 Punkten, 2,9 Rebounds sowie 1,9 Korbvorlagen je Begegnung.
Lacy nahm 2015 mit den Indiana Pacers an der Sommerliga der NBA teil und wechselte zur Saison 2015/16 in die österreichische Bundesliga zum UBC Güssing. Im Februar 2016 wurde der Vertrag zwischen Lacy und den finanziell angeschlagenen Güssingern aufgelöst, wenige Tage später wechselte er innerhalb der Bundesliga zum BC Hallmann nach Wien. Für die Wiener erzielte er in 15 Bundesliga-Einsätzen im Schnitt 5,9 Punkte. In Güssing hatte er in 21 Bundesliga-Partien mitgewirkt und dabei im Mittel 10,9 Punkte pro Einsatz verbucht. Hinzu kamen Europapokalspiele mit dem UBC.
Im Juli 2017 wurde Lacy von der Spielgemeinschaft Ehingen/Urspring aus der zweiten deutschen Liga verpflichtet, nachdem er in der Saison 2016/17 vereinslos war. Er kam im Zweitliga-Spieljahr 2017/18 auf einen Punkteschnitt von 18,5 und war damit bester Korbschütze der 2. Bundesliga ProA, dennoch verpasste er mit Ehingen sportlich den Klassenverbleib, der später durch Kölns Rückzug am „grünen Tisch“ gesichert wurde.
Mitte Oktober 2018 wurde er vom PS Karlsruhe (2. Bundesliga ProA) verpflichtet. Er erzielte im Laufe der Saison 2018/19 im Schnitt 16,8 Punkte pro Spiel für die Karlsruher. In der Sommerpause 2019 wechselte er zum türkischen Zweitligisten Merkezefendi Belediye Denizli Basketbol. Er trennte sich im Dezember 2019 von dem türkischen Verein und kehrte im Januar 2020 nach Deutschland zurück, als er vom Zweitligisten USC Heidelberg unter Vertrag genommen wurde. Mitte März 2020 verließ er Deutschland wegen der Ausbreitung des Coronavirus SARS-CoV-2 in Richtung seines Heimatlands. Bis dahin hatte Lacy in elf Einsätzen für Heidelberg im Schnitt 18,7 Punkte verbucht.
Anfang Mai 2020 wurde er vom niederländischen Erstligisten Donar Groningen als Neuzugang vorgestellt. Im Juli 2021 wurde er von Patrioti Levice (Slowakei) verpflichtet. Er verließ die Mannschaft Mitte Januar 2022 und ging zum deutschen Zweitligisten Medipolis SC Jena und wurde dort wie in Ehingen Spieler von Trainer Domenik Reinboth.
In der Sommerpause 2022 wechselte Lacy zu KB Bashkimi Prizren in die Republik Kosovo und nach zwei Einsätzen im Oktober 2022 weiter zu Ionikos Nikea (erste Liga Griechenlands).